# Lleó d'Amfípolis
El Lleó d'Amfípolis és una escultura monumental de marbre, que representa un lleó assegut sobre les seves potes posteriors, situada a les ruïnes de l'antiga ciutat de Amfípolis, a l'actual unitat perifèrica de Serres (Macedònia Central, Grècia).
Aquest monument, al qual habitualment s'assigna un caràcter funerari, va ser refet a finals de la dècada de 1930 pels integrants de les escoles francesa i nord-americana d'Atenes; fins aleshores fins a aquesta data les seves restes es trobaven disperses. El lleó és datat habitualment com una obra de finals del segle IV aC A l'època hel·lenística lleons com aquest van ser utilitzats com a símbols sagrats macedonis i memorials de guerra, sent aquest en particular, comunament identificat com a fita de la tomba d'algun alt dignatari de l'Antiga Macedònia. És considerat el major monument arqueològic d'Amfípolis, figura icònica de Serres i símbol de la Macedònia Central grega.

## Descobriment i reconstrucció
La primera referència moderna al monument és de 1912, quan membres de la 7a divisió de l'Exèrcit Grec van prendre nota de l'existència d'algunes de les seves restes disperses. L'any 1916 soldats britànics, que operaven a la zona en el marc de la Primera Guerra Mundial aixecant fortificacions en el pont del riu Estrímon, van trobar peces del lleó i van intentar saquejar-les i portar-les a Anglaterra. No obstant això, aquest pla va fracassar a causa de l'avanç de les forces búlgares, que van prendre la veïna Paggaio, i van iniciar un bombardeig de les posicions angleses.
A partir de 1936, els arqueòlegs J. Roger i O. Broneer van iniciar estudis i la reedificació del Lleó d'Amfípolis, disposat per ells prop del pont del riu Estrímon, i immediat a la carretera que va de la ciutat de Salónica a Kavala. Tots dos investigadors van identificar com a base del monument, de manera errònia segons arqueòlegs grecs posteriors, peces de marbre que realment serien part d'un dic o mur de contenció del riu Estrímon, que era reutilitzat des de l'època dels romans.
L'any 1940, un d'aquests estudiosos, Oscar Broneer, va publicar un primer text al·lusiu al monument a la Universitat Harvard, identificant-ho com una fita sepulcral hipotèticament dedicada a Laomedó de Mitilene, general i company d'Alexandre Magne. Aquest primer opuscle després de la reconstrucció del monument també va traçar paral·lelismes entre el simbolisme atribuït a l'escultura (tomba d'un gran militar local), l'ajuda internacional en la seva reedificació i la situació conjuntural de l'època. Broneer al·ludia així a l'ambient previ a la Segona Guerra Mundial que va acompanyar les obres, recordant les velles glòries castrenses hel·lèniques i l'amenaça d'enemics externs contra Grècia (les forces nazis alemanyes i feixistes italianes).

## Hipotètica relació amb el gran túmul d'Amfípolis
Des de setembre del 2014 estan en curs unes excavacions al pujol Kasta, a Amfípolis, on s'han trobat unes restes que s'han datat entorn dels anys 325 - 300 aC. El complex consta d'un túmul d'uns 500 metres d'ample que es troba envoltat a la base per una muralla de pedra de 3 metres d'alt i compta amb una avinguda processional que culmina en un pòrtic custodiat per dues esfinxs de marbre, disposades en una manera lleugerament similar als molt més antics lleons de la porta principal de Micenes. L'equip arqueològic, dirigit per Katerina Peristeri, creu que el Lleó d'Amfípolis hauria servit originalment com a pinacle o coronació del túmul. Aquesta idea es veu reforçada per la troballa de lloses de marbre en el cim del túmul que serien part del pedestal original de l'escultura.